# Anton Andersson (fotbollsspelare)
Anton Andersson, född 15 september 1987 i Luleå, är svensk fotbollsspelare som spelar för Harads IF.
Han har tidigare spelat för Luleå SK, IFK Luleå, GIF Sundsvall och Bodens BK.

## Karriär
Anderssons moderklubb är Luleå SK. Han spelade mellan 2006 och 2007 för IFK Luleå.
I december 2007 värvades Andersson av GIF Sundsvall. I januari 2010 värvades Andersson av Bodens BK, där han skrev på ett tvåårskontrakt.
I december 2011 återvände Andersson till IFK Luleå. Efter säsongen 2018 lämnade Andersson klubben.
I februari 2019 värvades Andersson av division 3-klubben Harads IF. Han spelade 10 matcher och gjorde ett mål under säsongen 2019.